# Pedagogia speciale
La pedagogia speciale è una branca della pedagogia che interviene, con modalità ben definite, in tutte le aree riguardanti la disabilità, (soprattutto quella cognitiva, ma anche motoria e socio-affettiva).

Essa opera insieme ad altri trattamenti educativi, riabilitativi, rieducativi, e in situazioni di disagio psichiatrico.
Scopo della pedagogia speciale è quello di accompagnare la persona nel recupero e nell’attivazione delle sue potenzialità spesso messe in crisi durante il suo sviluppo.

In questa disciplina l’educazione si presenta così in una doppia funzione: di sostegno al Soggetto nella ricerca delle proprie capacità, e nella ricostruzione e ridefinizione della sua personalità.

In generale, la pedagogia speciale ha lo scopo di ricostruire un senso, per coloro che sono circondati da una situazione di disagio, di devianza e persino di marginalità o di handicap.

Affronta così quelli che si chiamano i bisogni educativi speciali.

## Origini
Il suo avvento fu in Francia tra la fine del 1700 e l'inizio del 1800 grazie a Jean Marc Gaspard Itard (24 aprile 1775 – 5 luglio 1838) medico e pedagogista francese presso l'istituto per sordomuti di Parigi,  e al suo allievo Édouard Séguin (Clamecy, 20 gennaio 1812– 28 ottobre 1880).

Possiamo dire che l'episodio più importante per la nascita della Pedagogia speciale in Francia sia il ritrovamento di un bambino, Victor, nelle foreste dell'Aveyron (in Francia), dove Itard si batte in particolare contro lo psichiatra Philippe Pinel (Jonquières, 20 aprile 1745 – Parigi, 25 ottobre 1826), portando avanti la convinzione dell'educabilità di Victor nonostante i suoi deficit a livello cognitivo-linguistico, motorio e socio-affettivo, dimostrando la necessità di affiancare la cura educativa alle cure mediche ed è in quest'ottica che si inseriscono altri autori.

Nel 1920 possiamo anche ricordare il pedagogista De La Garanderie. La sua linea di intervento consisteva in una Pedagogia che entra nei processi interpersonali ed intrapersonali.

Secondo De la Garanderie, per rendere una sorta di coscienza alla persona sulla propria identità, è necessario fornire un pensiero dei suoi processi vitali.
La diagnosi pedagogica per de La Garanderie non mira ad evidenziare inabilità, ma modalità e attitudini.

Responsabili della pedagogia speciale furono anche Decroly e Claparede. 

La pedagogia speciale si diffuse anche in Italia, tra la fine del 1800 e l'inizio del 1900.

Madre indiscussa della pedagogia speciale è Maria Montessori pedagogista, artefice del movimento delle Scuole Nuove e dell'attivismo (Chiaravalle, 31 agosto 1870 – Noordwijk, 6 maggio 1952). 

Grazie alla Montessori si inizia a comprendere l'importanza dell'ambiente educativo e di materiale educativo strutturato, che aiutano i bambini ad esprimere liberamente le proprie inclinazioni e i propri interessi.

Tra i maggiori esponenti contemporanei in Italia ricordiamo Andrea Canevaro (Genova, 19 settembre 1939) pedagogista ed editore italiano, nonché professore di Pedagogia speciale presso la scuola di psicologia e scienze della formazione dell'Università di Bologna insieme ad Alain Goussot.

## Diffusione della pedagogia speciale in ambito scolastico
All'inizio degli anni 70 l'Italia fece entrare per prima nelle scuole comuni alunni con problemi fisici e psichici anche gravi, avviando il processo di inserimento attraverso l'accoglienza e la socializzazione, poiché già nella Carta Costituente del 1948 (art. 34 – 37- 38)  era contemplato un forte impegno volto al sociale per poter far sì che tutti i suoi cittadini fossero uguali, non solo davanti alla legge ma anche come soggetti con stessi diritti e stessi doveri, andando oltre le differenze di ceto, di religione o di pensiero.

Secondo l'art. 34, infatti, l'uguaglianza deve partire dai più piccoli, per cui si cominciarono ad abolire le scuole speciali e le classi differenziali, concludendo questo percorso con la Legge 517 del 1977 che prevedeva la piena integrazione degli alunni nella scuola di tutti.

### Legge n. 517/1977
Con la Legge n. 517/1977 si vanno a chiarire molte cose, ovvero si dà principale importanza all'apprendimento dell'alunno, per cui è necessario far sì che gli interventi didattici ed educativi coinvolgano l'intera classe.

Le classi differenziali cominciano ad essere abolite e si comincia a fare formazione dei docenti con competenze specifiche (istituzione di corsi biennali di specializzazione post laurea).

Nei documenti ministeriali successivi si andrà a delineare meglio l'identità di questa nuova figura di insegnante specializzato che non è l'insegnante personale del ragazzo con handicap, ma è un docente di sostegno della classe incaricato di favorire e realizzare il processo di integrazione (C. M. 199 del 1979). Il concetto di disabilità cambia: il focus non è solamente sul deficit o sulla menomazione o sulla presunta sindrome, bensì è il risultato di numerose variabili. Permane in questa fase ancora una visione assistenzialistica.

Negli anni Ottanta si assiste ad un cambiamento: si passa dal concetto di integrazione al concetto di inclusione.

### Legge n. 104/1992
La legge n. 104/1992 è una legge quadro organica. Con questa legge, ci si prefigge l'obiettivo della "promozione della massima autonomia individuale", estesa per tutto il ciclo scolastico, università compresa, pertanto lo scopo è l' "integrazione" piuttosto che l'inclusione", insieme ai "diritti dei disabili".
Viene data poi importanza alla programmazione coordinata dei servizi scolastici con quelli socio-assistenziali, culturali, ricreativi e sportivi, in modo tale che ci possa essere un'integrazione completa della persona con disabilità in tutte le realtà educative e sociali, al fine di partecipare al meglio lungo l'arco intero della propria vita. Con essa, vi fu l'istituzione di appositi documenti che permettono l'accompagnamento dell'alunno nel suo percorso educativo tramite compilazione da parte delle figure educative. Esse sono: la certificazione, la diagnosi funzionale, il profilo dinamico funzionale, il Piano educativo individualizzato.

Ogni processo di insegnamento prevede delle modificazioni nelle capacità del soggetto, che si avvicinano progressivamente a dei livelli qualitativi e quantitativi desiderati, definiti “obbiettivi".

Per gli alunni disabili questo avviene nel PDF (Profilo Dinamico Funzionale), una componente fondamentale del PEI (piano educativo individualizzato) stabilito dalla suddetta legge.

Il PEI delinea i bisogni, le azioni e le strategie legate ad obiettivi di carattere educativo e permette di delineare una linea guida di lavoro comune a tutti coloro che se ne occupano ed è frutto di un processo di confronto tra le diverse figure professionali e i servizi territoriali che se ne occupano.

È quindi fonte di informazioni utili ai fini del raggiungimento degli obiettivi prestabiliti, sulla metodologia e sugli strumenti di lavoro per tutte le figure coinvolte.
I passaggi per la stesura del PEI sono i seguenti:
1. Definizione e struttura: gli obiettivi vengono definiti in considerazione dell'equilibrio tra la valutazione dell'équipe multidimensionale e i desideri/bisogni della persona disabile; gli obiettivi devono essere raggiungibili, misurabili e con una temporalità dichiarata. Per ogni obiettivo bisogna definire le strategie, le attività, gli strumenti da utilizzare e la misurazione dei progressi.
2. Condivisione: deve essere redatto con un linguaggio appropriato e comprensibile a tutti coloro che se ne occupano e che, successivamente, lo sottoscrivono.
3. Verifica: deve essere verificato ogni sei mesi per essere adeguato o riformulato a seconda dei bisogni/esigenze della persona.
4. Valutazione: la valutazione deve essere multidimesionale e multiprofessionale ovvero bisogna creare una visione olistica e integrata tra le diverse prospettive
La spinta maggiore per avviare un cambiamento nel concetto di educazione, a livello internazionale e poi a caduta su quello Italiano, si è visto dopo la Conferenza Mondiale di Salamanca (UNESCO, 1994) in cui si è trattato in maniera approfondita del concetto di educazione inclusiva e di bisogno educativo speciale al fine di rafforzare le basi per la costruzione di una società più inclusiva delle differenze individuali. Negli anni seguenti la Convenzione ONU sui Diritti delle Persone Disabili (2006) e le Linee Guida politiche sull'educazione inclusiva (UNESCO, 2009) hanno rafforzato il lavoro su questi temi.

### Legge n. 170/2010
Con l'introduzione della Legge 8 ottobre 2010 n.170 in riferimento a: dislessia, disortografia, disgrafia, discalculia.

Secondo l'introduzione delle "Nuove norme in materia di disturbi specifici di apprendimento in ambito scolastico",  essi comportano una limitazione delle azioni quotidiane del soggetto, senza comportare necessariamente deficit sensoriali, deficit cognitivi o patologie neurologiche. Le indicazioni date da questa legge e i successivi decreti ministeriali hanno stimolato una riflessione pedagogica sull'importanza di far approfondire la varietà degli stili di apprendimento e dei tipi cognitivi di ogni persona o alunno, potenziando la tutela del diritto allo studio dei ragazzi con diagnosi di disturbi specifici di apprendimento.

Inoltre hanno aperto le strade al potenziamento della formazione dei docenti e dei dirigenti scolastici per favorire i processi di apprendimento fin dalla scuola dell'infanzia e l'individuazione degli strumenti d'intervento per gli alunni con bisogni educativi speciali (BES -  D.M. 21/12/2012).

Si tratta di alunni che non rientrano nelle certificazioni descritte prima, ma che presentano difficoltà di apprendimento dovute a condizioni di svantaggio familiare e socioambientale.

La teoria delle intelligenze multiple (Gardner H,2005), in cui si evidenzia che l'intelligenza è composta da differenti modalità cognitive, e la promozione dell'educazione inclusiva definita dall'UNESCO  nel documento "Policy Guidelines on Inclusion in Education" (2009) hanno re-indirizzato le azioni didattiche - educative verso un sistema che cerca di accogliere le differenze dando risalto e valore alle specificità di ognuno. Secondo questa teoria, il concetto di ambiente si trasforma e si modifica a vari livelli per accogliere e includere in un'ottica in cui non sono gli alunni/persone da includere nei vari contesti, bensì sono i contesti, soprattutto quelli scolastico/educativi a dover essere inclusivi e accessibili per tutti.

## Pedagogia speciale nella scuola contemporanea
Solitamente nell'ambito della disabilità il rischio maggiore, per l'educatore (insegnante, familiare, operatore, ecc.) riguarda l'eccessiva preoccupazione di possedere tecniche atte a fronteggiare le manifestazioni, talvolta imprevedibili o ritenute pericolose della persona disabile e/o la martellante ossessione di padroneggiare metodologie e abilità idonee a favorire, nel disabile, una qualche forma di apprendimento che annulli o perlomeno allontani, il fantasma della propria inadeguatezza educativa.

Il limite, infatti, è quello di fermarsi a dei tecnicismi separati, espedienti operativi isolati o specialisti riduttivi, rischiando così di snaturare la pedagogia speciale: scopo di questa disciplina è, invece, quello di far sì che ogni educatore sia realmente motivato a realizzare un buon lavoro educativo (per far questo è necessario che ci sia un feedback positivo nei confronti dell'attività svolta e della sua persona) con il suo stesso sguardo pedagogico che, nell'incontro con l'altro, vi riconosca innanzitutto una persona e poi il deficit.  Tale orientamento è stato validamente perseguito dalla Pedagogia Clinica, scienza che dai primi anni '70 ha sviluppato processi di analisi e metodi funzionali alla cura della persona di ogni età, per accompagnare alla definizione di nuovi equilibri di autonomia e indipendenza a partire dalla situazione individuale e dal contesto socioeducativo.

Secondo questa prospettiva, è necessario sostenere il comportamento pratico degli educatori anche attraverso la riflessione, lo studio, la ricerca teorica, l'aumento della consapevolezza degli atteggiamenti, l'incremento della responsabilità delle scelte e delle decisioni, il potenziamento dell'osservazione e dell'analisi delle azioni; la pedagogia speciale, infatti individua e offre risposte speciali a bisogni specifici ai contesti ampi e non in contesti separati.
Questo timore educativo misto ad una certa ossessione evidenzia il rischio attualissimo e mai scomparso, di come, si attui, troppo spesso, una relazione che dovrebbe qualificarsi come educativa: priva di reciprocità e di protagonismo per il disabile, considerato aprioristicamente incapace di contribuire al suo percorso educativo, succube di un progetto imposto da altri che meglio di lui sanno già quello che è giusto per il suo bene.

Lo studioso Andrea Canevaro sostiene quindi la necessità di un modello di ricerca privilegiato, basato sulla ricerca - azione per riaffermare il coinvolgimento del ricercatore nella progettualità dell'educando al fine di permettere un cambiamento. 

Per molto tempo l'insegnante di sostegno assolveva ai vari atti legislativi emanati compilando il piano educativo personalizzato talvolta condividendolo con le famiglie e gli specialisti ma dal 2002 in poi è stato toccato dal nuovo approccio International Classification of Functioning, Disability and Health ICF del 2001 (Classificazione Internazionale del Funzionamento, della Disabilità e della Salute) al quale fece seguito nel 2007 l'ICF – CY (Classificazione Internazionale del Funzionamento, della Disabilità e della Salute per Bambini e Adolescenti).

Nelle classificazioni internazionali dell'OMS, le condizioni di salute come le malattie, i disturbi e le lesioni vengono classificate principalmente nell'ICD10, che fornisce un modello di riferimento eziologico. Il funzionamento e la disabilità associati alle condizioni di salute vengono invece classificati nell'ICF. Queste due classificazioni sono complementari e dovrebbero essere utilizzate congiuntamente.
 
L'ICF – CY può aiutare i clinici, gli insegnanti, i ricercatori, gli amministratori, i responsabili delle politiche e i genitori a documentare le caratteristiche importanti per la promozione della crescita, della salute e dello sviluppo dei bambini e adolescenti. Tale classificazione offre un modello concettuale di riferimento e un linguaggio e una terminologia comuni per registrare i problemi che emergono nella prima infanzia e nell'adolescenza, che riguardano le funzioni e le strutture corporee, le limitazioni dell'attività e le restrizioni alla partecipazione, nonché i fattori ambientali rilevanti per i bambini e gli adolescenti. In tale prospettiva risulta più funzionale la stesura del Progetto di Vita all'interno del Piano Educativo Individualizzato, solo in quest'ottica l'individuo con disabilità diventa protagonista del proprio percorso educativo. Inoltre, negli ultimi anni, la pedagogia speciale si sta occupando del rapporto tra bisogni educativi speciali e nuove tecnologie con particolare attenzione alle tecnologie assistive, agli strumenti compensativi e a tutte quelle tematiche che coinvolgono la formazione dell'insegnante di sostegno anche sotto il punto di vista dell'avanzamento tecnologico e dei punti di forza, debolezza, rischi e opportunità che comportano nella vita quotidiana di un disabile, ogni tecnologia può infatti favorire o sfavorire il processo di insegnamento-apprendimento che si instaura tra docente e discente. Un contributo importante alla didattica inclusiva e alla pedagogia speciale è stato fornito dai Disability Studies (DS) che si pongono in confronto critico con il modello medico e con il linguaggio normativo e sociale legato al concetto di deficit, si pongono l’obiettivo di esaminare le pratiche istituzionali e sociali che causano l’esclusione, perseguono l’emancipazione e autodeterminazione nella prospettiva dei diritti. Nati nel Regno Unito alla fine degli anni 70 grazie all’attivismo delle persone disabili, troveranno terreno fertile nel Stati Uniti per poi diffondersi in Europa e recentemente in Italia. Le aree di criticita’ nella divulgazione dei DS in Italia sono il sociale, la scuola e i servizi per la disabilità. A livello sociale occorre superare l’epistemologia medico-sociale e rivedere finalità, obiettivi e organizzazione dei servizi per la disabilità. In ambito scolastico la normativa ha accentuato il legame tra certificazione e accesso agli aiuti nei processi di insegnamento/apprendimento, l’adozione di figure specializzate esterne porta ad una progressiva deresponsabilizzazione degli insegnanti, va snellito il processo formativo degli insegnanti specializzati e rivista la scuola nella sua forma strutturale. Il ruolo dei servizi viene rivisitato in chiave di costruzione per l’appartenenza sociale, rendendo le persone disabili attrici della propria vita, abbandonando il concetto di abilismo e produttività della persona a favore di quello di inclusività di ambienti e società attraverso l’abbattimento di barriere architettoniche e pregiudizi. I DS rapprensentano un orizzonte di ricerca articolato e consolidato, grazie al modello sociale evidenziano processi e regole escludenti ribaltando la visione assunta per anni che vede una relazione causale tra menomazione e disabilità. L’inclusione deve essere frutto di una visione multiprospettica sociale, storica e governamentale.
I Disability Studies in Education sono una disciplina di studio emergente nata negli USA e poi in Europa alla fine degli anni '90, utilizzano l'approccio culturale e ideologico e i metodi di ricerca propri come i DS applicandoli alla scuola e all'educazione, ciò che intendono indagare è il significato che si dà alle differenze biologiche e le implicazioni pedagogiche che derivano dal modo in cui queste sono intese, le persone disabili non sono oggetto, ma attori di ricerca. L'inclusione scolastica mira a rendere inclusivi i contesti, la disabilità non è qualcosa che riguarda il corpo e la mente, ma è il risultato di strutture e atteggiamenti discriminatori. È necessario puntare sulla formazione dei docenti e permettere alle scuole di riuscire a rispondere alle richieste di tutti gli alunni.